# Împăratul muștelor
Împăratul muștelor (în engleză Lord of the Flies) este un roman distopic din 1954 al scriitorului britanic William Golding, laureat al Premiului Nobel. Romanul prezintă un grup de băieți britanici blocați pe o insulă nelocuită și încercările lor dezastruoase de a se organiza. Principalele teme abordate includ tensiunea dintre gândirea colectivă și individualism, dintre reacțiile raționale și emoționale și dintre moralitate și imoralitate.

## Rezumat
Încercând să scape de război, un avion britanic se prăbușește pe o insulă izolată dintr-o regiune îndepărtată a Oceanului Pacific. Singurii supraviețuitori sunt niște băieți preadolescenți. Un băiat cu părul blond pe nume Ralph și colegul lui, Piggy, găsesc o scoică mare, pe care Ralph o folosește pe post de corn pentru a-i aduna pe supraviețuitori la un loc. Prin folosirea aceste scoici, Ralph preia imediat controlul asupra celorlalți băieți și este ales „șeful lor”. El stabilește trei reguli principale: să se distreze, să supraviețuiască și să mențină constant un semnal de fum care să alerteze vapoarele de prezența lor. Împreună cu un băiat roșcat pe nume Jack și cu un alt băiat tăcut pe nume Simon, Ralph folosește ochelarii lui Piggy pentru a reflecta lumina soarelui și a aprinde un foc.
Aparenta ordine se deteriorează pe măsură ce majoritatea băieților încep să lenevească și ignoră eforturile lui Ralph de a le îmbunătăți viața pe insulă. Ei dezvoltă un fel de paranoia despre un monstru imaginar pe care îl numesc „fiara”, până când toți ajung să creadă că există cu adevărat pe insulă. Ralph încearcă să-i convingă pe băieți că nu există nicio fiară, dar nu reușește, în timp ce Jack devine tot mai îndrăgit, declarând că va vâna și va ucide personal monstrul. La un moment dat, Jack îi convoacă pe mai mulți băieți să vâneze un mistreț, luându-i cu el și pe cei desemnați să mențină focul de semnal. Focul se stinge, tocmai când trecea o navă pe lângă insulă. Ralph este furios pe Jack pentru că din cauza lui au dat greș, dar ceilalți băieți îi iau apărarea lui Jack. Deziluzionat de rolul său de lider, Ralph se gândește să renunțe, dar Piggy îl convinge să nu o facă.
Într-o noapte, pe când băieții dormeau, în apropierea insulei are loc un raid aerian. Un pilot de vânătoare se catapultează din avion și moare. Trupul său este purtat de valuri spre insulă, iar parașuta i se încurcă într-un copac. Gemenii Sam și Eric văd cadavrul pilotului și îl confundă cu fiara. Când Ralph, Jack și un băiat morocănos pe nume Roger cercetează cadavrul, o iau la fugă, crezând că fiara chiar există. Jack convoacă o adunare și încearcă să-i întoarcă pe ceilalți împotriva lui Ralph, dar inițial nu primește niciun sprijin; apoi pleacă de unul singur pentru a-și forma propriul trib, iar majoritatea băieților i se alătură treptat.
Simon se aventurează adesea în pădurea de pe insulă pentru a fi singur. Într-o zi, pe când se afla acolo, Jack și adepții lui aduc o ofrandă fiarei din apropiere: un cap de porc, înfipt într-un băț ascuțit, cu muștele roind în jurul lui. Simon poartă un dialog imaginar cu capul, pe care îl numește „Împăratul muștelor”. Capul îi spune lui Simon că nu există nicio fiară pe insulă și prezice că ceilalți băieți se vor întoarce împotriva lui. În acea noapte, Ralph și Piggy vizitează tribul lui Jack, aflând că au început să-și picteze fețele și să facă dansuri rituale primitive. Simon descoperă că „fiara” este, de fapt, pilotul mort și se grăbește să le spună și celor din tribul lui Jack. Băieții, înnebuniți, inclusiv Ralph și Piggy, îl confundă pe Simon cu fiara și îl bat până la moarte.
Jack și aliații lui decid să fure ochelarii lui Piggy, singurul mijloc de a aprinde un foc. Se duc în tabăra lui Ralph, iau ochelarii și se întorc la sediul lor pe o stâncă numită Castle Rock. Părăsit de majoritatea susținătorilor săi, Ralph se duce la Castle Rock împreună cu Piggy, Sam și Eric, pentru a-l înfrunta pe Jack și a recupera ochelarii. Băieții îl resping pe Ralph, iar Roger activează o capcană care îl ucide pe Piggy și distruge scoica. Ralph reușește să scape, dar Sam și Eric sunt torturați de Roger până când acceptă să se alăture tribului lui Jack.
În acea noapte, Ralph se întâlnește în secret cu Sam și Eric, care îl avertizează că Jack plănuiește să-l vâneze. În dimineața următoare, tribul lui Jack dă foc pădurii, Ralph abia scăpând de vânători. După o lungă urmărire, Ralph se împiedică și cade în fața unui adult în uniformă, un ofițer de marină britanic a cărui echipă venise pentru a investiga ce e cu focul de pe insulă. Ralph, Jack și ceilalți băieți sunt cutremurați de „sfârșitul inocenței”. Ofițerul își exprimă dezamăgirea văzându-i pe băieți cu un comportament atât de sălbatic, războinic, apoi se întoarce, „mișcat și puțin stânjenit”, privind la crucișătorul care aștepta în larg.

## Publicare
Publicat în 1954, Împăratul muștelor a fost romanul de debut al lui Golding. Ideea s-a născut după ce Golding a citit ceea ce el a considerat a fi o portretizare nerealistă a copiilor naufragiați din romanul Insula de Corali: o poveste din Oceanul Pacific (1857) de R. M. Ballantyne, care prezenta tema civilizării prin creștinism și importanța structurilor ierarhice. Golding a întrebat-o pe soția sa, Ann, dacă ar fi „o idee bună să scriu o carte despre niște copii pe o insulă, copii care să se comporte așa cum s-ar comporta copiii cu adevărat?” Drept urmare, romanul conține diverse referințe la Insula de Corali, cum ar fi fragmentul în care ofițerul maritim care îi salvează pe copii descrie încercările lor de a coopera civilizat ca pe un „spectacol foarte bun. La fel ca Insula de corali.” Cele trei personaje principale ale lui Golding (Ralph, Piggy și Jack) au fost, de asemenea, interpretate drept caricaturi ale protagoniștilor din Insula de corali a lui Ballantyne.
Manuscrisul a fost refuzat de multe edituri înainte de a fi acceptat de Faber & Faber, o editură din Londra; la început, cartea a fost respinsă de cititorul profesionist, Miss Perkins de la Faber, care a etichetat-o drept „o fantezie absurdă și neinteresantă despre explozia unei bombe atomice în colonii și un grup de copii care ajung în jungla de lângă Noua Guinee. Slab și plictisitor. Inutil". Cu toate acestea, Charles Monteith, editor, a decis să preia manuscrisul și a colaborat cu Golding pentru a finaliza câteva modificări semnificative, inclusiv eliminarea în totalitate a primei secțiuni a romanului, care cuprindea inițial evacuarea dintr-un războiul nuclear. Monteith a retușat puternic personajul lui Simon, eliminând interacțiunea lui cu o figură misterioasă, care nu este niciodată identificată, dar despre care se presupune că ar fi Dumnezeu. Monteith însuși a fost îngrijorat de aceste schimbări, completând că sunt „modificări provizorii” și avertizând împotriva „transformării lui Simon într-un fanatic”. În final, Golding a făcut toate editările recomandate de Monteith și i-a scris acestuia că și-a pierdut orice fel de obiectivitate pe care a avut-o vreodată în privința acestui roman și cu greu suportă să-l mai privească. Aceste manuscrise și corecturi sunt acum disponibile pentru studiu și cercetare în Arhivele Colecțiilor Speciale de la biblioteca Universității din Exeter. Colecția include „Caietul Manuscris” original din 1952 (inițial un caiet de la Școala Bishop Wordsworth, o școală de băieți din Anglia), plin cu adăugiri și ștersături.
După modificările făcute de Monteith și vânzările scăzute înregistrate de cartea tipărită prima dată în trei mii de exemplare, situația s-a schimbat în 2015 când a devenit un best-seller, cu peste zece milioane de exemplare vândute.
Cartea începe cu sosirea băieților pe insulă după ce avionul lor a fost doborât în timpul a ceea ce pare să fie un al treilea război mondial nuclear. Unii dintre aceștia sunt elevi obișnuiți, în timp ce alții formează un cor muzical cu un lider consacrat. Cu excepția lui Sam, lui Eric și a băieților din cor, ceilalți par să nu se fi cunoscut dinainte. Cartea descrie sălbăticirea lor. Lăsați singuri într-un paradis natural, departe de civilizația modernă, băieții bine educați involuează într-o stare primitivă.

## Structură literară

### Simbolism
William Golding, care a fost profesor de filosofie înainte de a deveni locotenent al Marinei Regale Britanice, a cunoscut scene de violență și atrocități în luptă, precum debarcarea în Normandia din Ziua Z în 1944, când a comandat o navă de debarcare. Iar după război, când s-a întors în Anglia, a găsit o lume amenințată de două superputeri nucleare (Războiul Rece), care luptau pentru putere și dominație, iar întregul glob se confrunta cu anihilarea și devastarea nucleară. Confruntarea cu astfel de dileme l-a determinat să pună la îndoială însăși natura umanității și, ulterior, l-a inspirat să scrie Împăratul muștelor în 1954.
Puternic asociat cu războiul, romanul și-a luat titlul de la Beelzebub, un demon care întruchipează zeul mândriei și al războiului. Adesea a fost văzut ca o interpretare satirică sumbră a unei celebre cărți pentru copii, Insula de Corali, un roman despre aventurile și experiențele unor băieți pe o insulă exotică. Protagoniștii romanului reușesc să stăpânească natura și să evite pericolele într-un mediu ostil. O temă recurentă în Împăratul muștelor este problema colonizării, prezentată în multe cărți britanice din acea perioadă, băieții reprezentând un grup civilizat în comparație cu băștinașii insulei.
Întâmplările din carte descriu cum organizarea copiilor în lipsa unei autorități adulte ar putea escalada rapid în dezordine și haos. Chiar dacă băieții încearcă într-adevăr să stabilească o anumită ordine și coordonare între ei pentru a supraviețui. Un alt subiect menționat în carte este problema conducerii, deoarece protagonistul Ralph se luptă cu Jack, care e mai mare decât el, pentru a deveni liderul grupului, ceea ce provoacă dispute și dezamăgiri. Temele majore ale cărții, cum ar fi cele legate de moralitate, politețe și societatea modernă, transformă romanul într-o satiră despre comportamentul și natura oamenilor, credințe adânc înrădăcinate care sprijină însuși fundamentul activității umane.

### Alegorie
La nivel alegoric, tema centrală o constituie impulsurile umane conflictuale de civilizație și organizare socială - trăind după reguli, în pace și armonie - și de putere. Alte teme se referă la tensiunea dintre gândirea colectivă și gândirea individuală, dintre reacțiile raționale și emoționale și dintre moralitate și imoralitate. Modul în care se manifestă acestea și modul în care diferiți oameni le resimt influența formează un subtext major al romanului, cu temele principale abordate într-un eseu al criticului literar american Harold Bloom. Numele „Împăratul muștelor” este o traducere literală a lui Beelzebub, din 2 Regii 1:2–3, 6, 16.

### Gen și stil
Împăratul muștelor este adesea considerat un roman despre isprăvile unui grup de băieți aflați într-un mediu ostil pe o insulă din Oceanul Pacific, un roman de aventură și supraviețuire, fiind astfel încadrat mai ales în romantism. Împăratul muștelor explorează nu numai latura morală pozitivă dintr-o lecție practică, ci și morala negativă despre discutabila condiție umană, ceea ce îl evidențiază ca o formă unică a unui roman de ficțiune filosofică. Romanul este scris în mare parte conform normelor de ficțiune alegorică, situația realistă a băieților blocați pe o insulă pustie ajungând să redea conceptul de sălbăticie umană inerentă, mentalitatea de turmă și conducerea totalitară fiind un stil de a aborda unitar intriga și rezumatul romanului.
Totuși, nu acesta este punctul de vedere al lui Golding, deoarece romanul deviază de la imaginile alegorice și stilul cărților de acest tip, precum Insula de corali de R. M. Ballantyne, care se prea poate să fi inspirat structura romanului, dar apare aici satirizat. Un alt factor cheie este că atât protagoniștii, cât și antagoniștii sunt băieți mari, complet dezvoltați, conflictuali, care își exprimă sentimentele în moduri deseori violente. Acest lucru se datorează romanului care reprezintă un stil diferit de alegorie filosofică, cum ar fi emoția umană, interacțiunea umană și civilizația, spre deosebire de propria experiență a lui William Golding, atât ca profesor de filosofie, cât și în cadrul Marinei Regale Britanice.

## Receptare critică
Cartea, intitulată inițial Strangers from Within, a fost inițial respinsă de un cititor profesionist, Miss Perkins, de la editura londoneză Faber and Faber, care a catalogat-o drept inutilă. Titlul a fost considerat „prea abstract și prea explicit”. În urma unei revizuiri suplimentare, cartea a fost, în cele din urmă, publicată sub numele de Împăratul muștelor.
Un moment important a fost când E. M. Forster a desemnat Împăratul muștelor „romanul remarcabil al anului” pentru el. Alte recenzii l-au numit „nu doar o aventură de prim rang, ci și o pildă a vremurilor noastre”. În februarie 1960, Floyd C. Gale de la Galaxy Science Fiction a evaluat Împăratul muștelor cu cinci stele din cinci, afirmând că scriitorul „pictează o imagine cu adevărat terifiantă a decăderii unei societăți minuscule (...) E pe cale să devină un clasic modern”.
În cartea sa, Moral Minds: How Nature Designed Our Universal Sense of Right and Wrong (Gândirea morală: Cum ne-a proiectat natura simțul universal al binelui și răului), Marc D. Hauser spune următoarele despre Împăratul muștelor: „Această ficțiune captivantă, lectură standard în majoritatea cursurilor introductive de literatură engleză, ar trebui să fie lectură standard în biologie, economie, psihologie și filosofie”.
Pozițiile exprimate în carte cu privire la deja controversatele subiecte despre natura umană și bunăstarea individuală versus binele comun i-au adus locul 68 pe lista American Library Association a celor 100 de cărți cel mai frecvent contestate din perioada 1990-1999. Cartea a fost numită „cinică” și criticată pentru că a înfățișat oamenii exclusiv ca pe niște „creaturi egoiste”. A fost comparată cu Tragedia comunelor de Garrett Hardin și cărțile scrise de Ayn Rand și contracarată de Management of the Commons de Elinor Ostrom. S-au făcut paralele între Împăratul muștelor și un incident real din 1965, naufragiul din Tonga, când un grup de elevi care plecaseră din Tonga cu o barcă de pescuit au fost loviți de furtună și au ajuns pe insula nelocuită ʻAta, iar rudele lor din Nuku'alofa i-au considerat morți. Grupul nu numai că a reușit să supraviețuiască mai mult de 15 luni, dar „au și înființat o mică așezare, cu o grădină pentru a se hrăni, cu trunchiuri de copaci scobite pentru a depozita apa de ploaie, o sală de sport cu greutăți improvizate, un teren de badminton, țarcuri pentru păsări și un foc permanent, toate lucrate manual, cu o lamă veche de cuțit și multă hotărâre”. Drept urmare, când căpitanul de navă Peter Warner i-a găsit, erau sănătoși și veseli. Istoricul olandez Rutger Bregman, scriind despre această situație, a spus că portretizarea lui Golding a fost nerealistă.

## Premii
Romanul a fost distins cu un loc în ambele liste cu cele mai bune 100 de romane din Biblioteca Modernă, ajungând pe locul 41 pe lista editurilor și pe locul 25 pe lista cititorilor.
În 2003 romanul a fost clasat pe locul 70 în sondajul BBC The Big Read.
În 2005 a fost desemnat de revista Time drept unul dintre cele mai bune 100 de romane în limba engleză din 1923 până în 2005. Time a inclus romanul și în lista sa cu cele mai bune 100 de cărți pentru tineri din toate timpurile.
Popular în școli, un sondaj din 2016 din Marea Britanie a arătat că Împăratul muștelor s-a clasat pe locul al treilea între cărțile preferate din bibliografia școlară, după Ferma animalelor de George Orwell și Marile Speranțe de Charles Dickens.
Pe 5 noiembrie 2019, BBC News a inclus Împăratul muștelor pe lista sa cu cele mai inspiraționale 100 de romane.

## Adaptări

### Film
Au existat trei adaptări cinematografice bazate pe carte:
- Împăratul muștelor (1963), regizat de Peter Brook
- Alkitrang Dugo (1975), un film filipinez, regizat de Lupita A. Concio
- Împăratul muștelor (1990), regizat de Harry Hook

O a patra adaptare, care cuprinde o distribuție exclusiv feminină, a fost anunțată de Warner Bros. în august 2017. Abandonată ulterior, a inspirat serialul de televiziune Yellowjackets din 2021. În iulie 2019, regizorul Luca Guadagnino a negociat pentru o versiune cu distribuție convențională. Ladyworld, o adaptare exclusiv feminină, a fost lansată în 2018.

### Televiziune
În aprilie 2023, BBC a anunțat că Eleven Film, o companie de producție britanică, va realiza prima adaptare pentru televiziune a romanului, scrisă de scenaristul Jack Thorne, câștigător al mai multor premii BAFTA.

### Teatru
Nigel Williams a adaptat textul într-o piesă de teatru. Premiera a avut loc la Royal Shakespeare Company în iulie 1995. Compania de teatru Pilot a realizat turnee de amploare în Regatul Unit și în alte țări.
În octombrie 2014 s-a anunțat că versiunea din 2011 a Împăratului muștelor va reveni pentru a încheia sezonul 2015 la Regent's Park Open Air Theatre, înaintea unui turneu important în Marea Britanie. Producția urma să fie regizată de Timothy Sheader, care a câștigat în 2014 Premiul Whatsonstage.com pentru cel mai bun revival cu piesa Să ucizi o pasăre cântătoare, după romanul omonim.
Orange Mouse Theatricals din Kansas și Mathew Klickstein au realizat o adaptare actualizată, cu o modificare de gen, numită Ladies of the Fly, care a fost scrisă în colaborare un grup de fete tinere (cu vârste între 8 și 16 ani), pe baza textului original și a propriilor vieți. Piesa a fost interpretată chiar de acele fete, ca un spectacol live în august 2018.

### Radio
În iunie 2013 BBC Radio 4 Extra a difuzat o dramatizare de Judith Adams, în patru episoade de 30 de minute, regizate de Sasha Yevtushenko. Distribuția a fost formată din Ruth Wilson în rolul Naratorului, Finn Bennett în rolul lui Ralph, Richard Linnel în rolul lui Jack, Caspar Hilton-Hilley în rolul lui Piggy și Jack Caine în rolul lui Simon. 

## Influențe

### Literatură
Mulți scriitori au împrumutat elemente din structura romanului Împăratul muștelor. La începutul anilor 1960, era lectură obligatorie în multe școli și colegii.
Autorul Stephen King și-a numit orașul fictiv Castle Rock după fortul de pe munte din Împăratul muștelor. Cartea în sine apare proeminent în romanele lui King Cujo (1981), Misery (1987) și Suflete pierdute în Atlantida (1999). Romanul său Orașul bântuit a fost influențat de romanul lui Golding: „M-am gândit în sinea mea că mi-ar plăcea să scriu o poveste despre ce se câștigă și ce se pierde când treci de la copilărie la maturitate și, de asemenea, despre lucrurile pe care le trăim în copilărie, care sunt ca niște semințe ce înfloresc mai târziu.” În 2011 King a scris o introducere pentru o nouă ediție Împăratul muștelor, pentru a marca centenarul nașterii lui William Golding. Castle Rock, numele fortului din carte, a inspirat numele companiei de producție a lui Rob Reiner, Castle Rock Entertainment.
Scriitorul britanic Alan Garner a afirmat că datorită acestei cărți și-a dorit să devină scriitor.

### Muzică
Iron Maiden a compus o melodie inspirată din carte, inclusă în albumul lor din 1995, The X Factor.
Trupa filipineză indie pop/rock alternativ The Camerawalls are o melodie intitulată „Lord of the Flies” pe albumul lor din 2008, Pocket Guide to the Otherworld.